# Melleruds kommun
58°42′N 12°28′Ø / 58.700°N 12.467°Ø
Mellerud kommune ligger i det svenske län Västra Götaland, i landskapet Dalsland ved den sydvestlig ende af den store sø Vänern. Kommunens administrationscenter ligger i byen Mellerud.

## Byer
Mellerud kommune har fire byer.

indbyggere pr. 31. december 2005.
| #  | By           | Indbyggere |
| -- | ------------ | ---------- |
| 1. | Mellerud     | 3.796      |
| 2. | Dals Rostock | 885        |
| 3. | Åsensbruk    | 530        |
| 4. | Bränna       | 228        |
| 5. | Håverud      | 150        |

- Wikimedia Commons har flere filer relateret til Melleruds kommun